# Koro (språk i Indien)
Koro är ett sinotibetanskt språk som talas av runt 1000 personer i nordöstra Indien, i East Kameng i västra Arunachal Pradesh. Språket upptäcktes av utomstående lingvister 2008, i samband med att man skulle dokumentera två andra språk, aka och miji i området. Språket är hotat, och talas av få personer under 20 år.
De som talar språket lever bland akafolket, men språken är bara avlägset besläktade, med distinkta ord för siffror, kroppsdelar och annat grundläggande ordförråd. Även om det finns likheter med språket Tani längre österut verkar det som att det är åtminstone en separat gren av tibetoburmanska språk. Forskare tror att det kan härstamma från en grupp slavar som togs till området.
Erkännandet av Koro som ett distinkt språk går tillbaka till 2009 och det årets utgåva av Ethnologue (Lewis 2009), som baserade sina fynd på en språkundersökning utförd 2005. Där noteras att Koro enbart till nio procent uppvisar lexikala likheter med aka, och att det är väldigt olikt språk i närområdet. I oktober 2010 publicerade National Geographic Daily News en artikel som bekräftar fynden från Ethnologue baserat på forskning utfört 2008 av ett lingvistiskt lag bestående av David Harrison, Gregory Anderson och Ganesh Murmu. Medan de filmade två Hrusospråk: aka och miji, som en del av National Geographics Enduring Voices. Det rapporterades vara en dialekt av aka, men visade sig skilja sig mycket.
Post & Roger Blench (2011) föreslår att det är besläktat med språket Milang, möjligtvis i en ny gren de kallar siangiska.